# Lee Eun-sil
Lee Eun-sil (kor. 이은실; ur. 25 grudnia 1976 w Chunranamdo) – południowokoreańska tenisistka stołowa, wicemistrzyni olimpijska, trzykrotna medalistka mistrzostw świata.
Dwukrotnie uczestniczyła w letnich igrzyskach olimpijskich. Na igrzyskach w Sydney w 2000 roku wzięła udział w dwóch konkurencjach – zajęła piąte miejsce w grze podwójnej (wspólnie z Seok Eun-mi), a w grze pojedynczej była siedemnasta. Cztery lata później na igrzyskach w Atenach zaprezentowała się w tych samych konkurencjach – zdobyła srebrny medal olimpijski w deblu (razem z Seok Eun-mi), a w singlu ponownie zajęła siedemnastą pozycję.
W latach 2000–2003 zdobyła trzy brązowe medale mistrzostw świata (dwa w drużynie i jeden w deblu), w latach 1998–2002 trzy medale igrzysk azjatyckich (jeden złoty i dwa brązowe), a w latach 1998–2003 cztery medale mistrzostw Azji (dwa złote, jeden srebrny i jeden brązowy).